# Brunettia antennata
Brunettia antennata är en tvåvingeart som beskrevs av Quate 1967. Brunettia antennata ingår i släktet Brunettia och familjen fjärilsmyggor. Inga underarter finns listade i Catalogue of Life.